# Достукатись до небес (книга)
Достукатись до небес. Як фізика й наукове мислення пояснюють Всесвіт і сучасний світ (англ. Knocking on Heaven’s Door: How Physics and Scientific Thinking Illuminate the Universe and the Modern World) — науково-популярна книга Лізи Рендалл 2011 року, присвячена питанням космології та субатомної фізики.

## Зміст
Авторка книги американська фізикиня Ліза Рендалл є членкинею Національної академії наук США й веде дослідницьку діяльність у Массачусетському технологічному інституті, а також у Принстонському університеті та Гарвардському університеті.
У своїй книзі вона розглядає складний матеріал — філософські та методологічні засади вивчення елементарних частинок (з невеликим екскурсом до космології), — намагаючись зробити його зрозумілим для широкого кола читачів.
Авторка ставить собі дві мети: по-перше, пояснити, куди може рухатися фізика за часів, коли Великий адронний колайдер запущений і працює; по-друге, висловити свої погляди на природу науки, її непрості стосунки з релігією та роль краси як провідника наукової істини. Таким чином, книга перемежовує опис сутності фізики частинок з міркуваннями піднесеного роду. Все це скріплюють уривки, що оповідають про реальне життя авторки, такі як прийняття ключа від міста від мера Падуї, розмова з актором під час польоту в Лос-Анджелес або відвідування барселонської прем'єри опери про фізику, на яку вона написала лібрето.
Відповідно до погляду Рендалл, сучасна фізика знаходиться приблизно там, де вона і була в 1970-х роках, коли були внесені останні штрихи до Стандартної моделі фізики частинок. Стандартна модель описує в єдиній математичній структурі основні складові природи та три з чотирьох відомих сил, які керують їхньою взаємодією: електромагнетизм, сильну та слабку взаємодії. Стандартна модель не відрізняється особливою елегантністю. Але за десятиліття, що минули з моменту її створення, вона з приголомшливою точністю передбачила результати всіх проведених експериментів у фізиці частинок.
У стандартній моделі є одна очевидна проблема. Вона не зважає на четверту силу природи — гравітацію. Ніхто ще не знайшов, як описати гравітацію тією ж квантовомеханічною мовою, яку Стандартна модель використовує для опису решти трьох сил. Тому сучасні науковці використовують окрему теорію гравітації — загальну теорію відносності Ейнштейна.
Деяких фізиків такий стан справ влаштовує, але є й такі, хто наполягає на необхідності знайти абсолютно нову основу, яка перевершить стандартну модель, поставивши всі чотири сили на спільну теоретичну основу. Тільки тоді, стверджують вони, людство зможе зрозуміти, як поводиться природа на таких енергіях, які переважали під час Великого вибуху, коли чотири сили діяли як єдине ціле.
Найкращим кандидатом на створення такої об'єднувальної основи здається теорія струн. Проблема з теорією струн полягає в тому, що вона поки що не дає жодних передбачень, через це, на думку деяких дослідників, теоретики струн займаються не фізикою, а чистою математикою.
Цікавими виглядають роздуми автора про Великий адронний колайдер. На думку Рендалл, він виглядає як спроба фізичного всесвіту набути якоїсь самосвідомості. Його існування — це знак того, що закони фізики вимагають свого відкриття.